# Jan Zych (fotograf)
Jan Zych (ur. 1949 w Grądach) – polski artysta fotograf, uhonorowany tytułem Artiste FIAP (AFIAP). Członek Związku Polskich Artystów Fotografików. Członek honorowy Krakowskiego Towarzystwa Fotograficznego. Absolwent Wydziału Mechanicznego Politechniki Krakowskiej.

## Życiorys
Od połowy lat siedemdziesiątych
XX w. pracownik uczelni. W latach 1975–2002 fotoreporter tygodnika „Przekrój”. Laureat odznaki "Honoris Gratia" (październik 2014) – przyznawanej osobom oraz instytucjom, które w sposób szczególny zasłużyły się dla Krakowa.
Jan Zych jest autorem i współautorem wielu wystaw fotograficznych; indywidualnych, zbiorowych, poplenerowych, pokonkursowych. Brał udział w Międzynarodowych Salonach Fotograficznych, organizowanych pod patronatem FIAP. Przez ponad 40 lat pracy artystycznej zdobył około dwustu nagród i wyróżnień. Do najważniejszych z nich należą: Grand Prix Venus '79 (Kraków), Złoty Medal Photographic Society of America w Midland (Anglia), Puchar Willy Hengl – Preis, Mukuba Cross (Zambia), Medal 140-lecia Kieleckiej Fotografii, Złoty Medal Warmińsko-Mazurskiego Towarzystwa Fotograficznego (Olsztyn), Srebrny Medal w San Sebastian (Hiszpania), Srebrne Medale FIAP i KTF, Srebrny Medal São Paulo (Brazylia), Medal Fotografii Górskiej (Nowy Targ), I Nagroda i Złoty Medal na XXI Międzynarodowym Konkursie Fotografii Górskiej im. Jana Sunderlanda, główna nagroda XVII Międzynarodowego Biennale Krajobrazu „Definicja przestrzeni / Space definition” (2016).
Pokłosiem udziału w Międzynarodowych Salonach Fotograficznych (pod patronatem FIAP) było przyznanie Janowi Zychowi tytułu honorowego Artiste FIAP (AFIAP) – nadanego przez Międzynarodową Federację Sztuki Fotograficznej FIAP, z siedzibą w Luksemburgu.
Odbył podróże do wielu krajów świata (Stany Zjednoczone, Japonię, Indie, Nepal, wyspy Morza Śródziemnego, Uzbekistan, Turcję, wielokrotnie kraje europejskie) w celach reporterskich, powiększając swoje archiwum liczące już około miliona zdjęć.
Fotograf wszechstronny, chociaż preferowana tematyka jego prac to portret, pejzaż i architektura. Oprócz prac publikowanych w prasie wykonał zdjęcia na okładki kilkunastu książek. Jego prace znalazły się też w najnowszym almanachu Mistrzowie Polskiego Pejzażu, Encyklopedii Krakowa PWN i Księdze Dziesięciolecia Polski Niepodległej. Ostatnio zajmuje się także grafiką komputerową i zgłębia tajniki fraktali. Współpracuje z miesięcznikiem społeczno-kulturalnym „Kraków”.
Jako pierwszy fotoreporter został uhonorowany „Złotą Gruszką” – nagrodą Stowarzyszenia Dziennikarzy RP w Krakowie (maj 2016).